# Kenneth Vermeer
Kenneth Vermeer (nederländskt uttal: [ˈkɛ.nət fər.ˈmɪːr]), född  10 januari 1986, är en nederländsk fotbollsmålvakt av surinamsk härkomst. Han har även representerat Nederländernas landslag.

## Karriär
Den 15 januari 2020 värvades Vermeer av amerikanska Los Angeles FC. Den 16 april 2021 kom Los Angeles och Vermeer överens om att bryta kontraktet.

## Meriter

### Klubblag
Ajax
- Eredivisie: 2010/2011, 2011/2012, 2012/2013, 2013/2014
- KNVB Cup: 2009/2010
- Johan Cruijff-schaal: 2013

Feyenoord
- Eredivisie: 2016/2017
- KNVB Cup: 2015/2016
- Johan Cruijff-schaal: 2017, 2018

Club Brugge
- Jupiler Pro League: 2017/2018

### Landslag
Nederländerna U21
- U21-Europamästerskapet: 2006, 2007

### Individuellt
- Årets talang i Ajax: 2003